# Шантальська
Шанта́льська (рос. Шантальская) — присілок у складі Гаринського міського округу Свердловської області.
Населення — 22 особи (2010, 64 у 2002).
Національний склад населення станом на 2002 рік: росіяни — 89 %.